# Zderzenie proste centralne

Kołyska Newtona. W zderzeniu prostym centralnym dwóch ciał o takich samych masach, z których jedno spoczywa, następuje całkowity przekaz pędu. W kołysce Newtona pęd ten jest kolejno przekazywany do ostatniej kulki

Zderzenie proste centralne (zderzenie proste środkowe) – zderzenie dwóch ciał, w którym oba ciała poruszają się po tej samej prostej, zarówno przed zderzeniem, jak i po zderzeniu, a punkt przecięcia przedłużenia trajektorii (torów), po których poruszały się ciała przed zderzeniem, należy do odcinka łączącego środki masy obu ciał. W wyniku zderzenia prostego centralnego następuje największa możliwa zmiana pędu.
Zderzenie proste centralne jest szczególnym przypadkiem zderzenia, w którym parametr zderzenia równy jest zero.

## Prędkości po zderzeniu
{\displaystyle v_{1}'=(1+k){\frac {m_{1}v_{1}+m_{2}v_{2}}{m_{1}+m_{2}}}-kv_{1}}
{\displaystyle v_{2}'=(1+k){\frac {m_{1}v_{1}+m_{2}v_{2}}{m_{1}+m_{2}}}-kv_{2}}
gdzie:
k – współczynnik restytucji (współczynnik uderzenia)
{\displaystyle k={\frac {v_{2}'-v_{1}'}{v_{1}-v_{2}}}}
- k = 1 dla zderzenia sprężystego
- k = 0 dla zderzenia całkowicie niesprężystego

## Szczególne przypadki
a) Zderzenie doskonale sprężyste (k=1)
{\displaystyle v_{1}'={\frac {(m_{1}-m_{2})v_{1}+2m_{2}v_{2}}{m_{1}+m_{2}}}}
{\displaystyle v_{2}'={\frac {(m_{2}-m_{1})v_{2}+2m_{1}v_{1}}{m_{1}+m_{2}}}}
b) Zderzenie doskonale niesprężyste (k=0)
{\displaystyle v_{1}'=v_{2}'={\frac {m_{1}v_{1}+m_{2}v_{2}}{m_{1}+m_{2}}}}
c) Zderzenie ze "ścianą" {\displaystyle m_{1}<<m_{2}}
{\displaystyle v_{1}'=-kv_{1}}
{\displaystyle v_{2}'=0}